# Gerd Gombert
Gerd Gombert (* 1. Oktober 1935 in Penzlin; † 28. November 1993 in Neustrelitz) war ein deutscher Maler.
Gombert absolvierte nach dem Abitur ein Studium der Kunsterziehung an der Ernst-Moritz-Arndt-Universität in Greifswald von 1954 bis 1959. Danach arbeitete er bis 1978 als Kunstlehrer in der Erweiterten Oberschule Clara Zetkin (heute: Gymnasium Carolinum). Nach dem Ende der Lehrertätigkeit arbeitete er freiberuflich als Maler und Grafiker. Sein Atelier befand sich in der Neustrelitzer Töpferstraße. Daneben war er Leiter eines Zeichenzirkels im  Neustrelitzer Kulturhaus. Von 1979 bis 1984 war er in Neubrandenburg Leiter der Abteilung Malerei/Grafik des Verbands Bildender Künstler, in dem er seit 1965 Mitglied war. 

## Teilnahme an zentral oder regional wichtigen Ausstellungen in der DDR (unvollständig)
- 1972, 1974, 1979 und 1984: Neubrandenburg, Bezirkskunstausstellungen
- 1985: Erfurt, Gelände der Internationalen Gartenbauausstellung („Künstler im Bündnis“)
- 1986: Magdeburg, Kloster Unser Lieben Frauen („Grafik in den Kämpfen unserer Tage“)